# 김경애 (여성학자)
김경애(金慶愛, 1949년~)는 대한민국의 여성학자, 교육인이며 한국여성민우회 이사와 정책위원회 위원장, 김대중 정부 여성특별위원회의 사무처장, 제 11대 한국여성정책연구원 원장을 역임하였다.

## 약력
- 이화여자대학교 신문방송학과
- 영국 서섹스대학교 대학원 여성학 박사
- 동덕여자대학교 교양교직학부 조교수
- 동덕여자대학교 교양조직학부 교수
- 1996년 한국여성의전화 전문위원
- 한국여성민우회 회원
- 한국여성민우회 이사장
- 한국여성민우회 정책위원장
- 1999년 1월 새정치국민회의 여성특별위원회 부위원장
- 새천년민주당 추진위원[1]
- 여성특별위원회 사무처장
- 2005년 민주당 여성위원회 부위원장
- 제11대 한국여성정책연구원 원장
- 2008년 민주당 특임위원